# Tanta Roba
Tanta Roba ist ein italienisches Independent-Label mit Sitz in Mailand, spezialisiert auf Hip-Hop. Es wurde 2011 von DJ Harsh und Guè Pequeno gegründet.

## Geschichte
Der DJ und Produzent Harsh (Daniele Negri) und der Rapper Guè Pequeno waren beide Teil des Hip-Hop-Kollektivs Dogo Gang (um die Gruppe Club Dogo). Nach mehreren gemeinsamen Arbeiten gründeten die beiden 2011 ihr eigenes Label Tanta Roba, dessen erster produzierter Rapper Fedez war. Der Name des Labels („viele Sachen“) geht auf ein Lied von Club Dogo aus dem Jahr 2009 zurück.
Tanta Roba ist Teil von DJ Harshs Unternehmen Zona Uno. Neben Fedez und Guè Pequeno veröffentlichten etwa Salmo, Ensi, Gemitaiz oder MadMan bei dem Label. Auch die Trap-Gruppe Troupe d’élite, aus der später Ghali und Ernia hervorgingen, debütierte bei Tanta Roba. 2014 ging das Label einen Lizenzvertrag mit dem Major-Label Universal ein.

## Belege
1. ↑  Carlo Casentini: Dogo Gang: intervista del 2008 a Guè Pequeno, Marracash, Emi Lo Zio, Don Joe. In: Vice. 16. April 2020, abgerufen am 7. Mai 2021 (italienisch).
2. ↑  Esordio discografico per Tanta Roba, etichetta di Guè Pequeno e Dj Harsh. In: Rockol.it. 14. Juli 2011, abgerufen am 7. Mai 2021 (italienisch).
3. ↑  Label. Tanta Roba Label, 21. Oktober 2015, archiviert vom Original am 21. Oktober 2015; abgerufen am 7. Mai 2021 (italienisch).
4. ↑  Tanta Roba Label: La genesi delle rap-star italiane… In: Exclusive Magazine. 20. April 2018, abgerufen am 7. Mai 2021 (italienisch).
5. ↑  Koki: Universal e Tanta Roba Label annunciano un accordo di licenza. In: RapBurger. 31. März 2014, abgerufen am 7. Mai 2021 (italienisch).